# Sekirevo Selo
Sekirevo Selo is een plaats in de gemeente Gornja Stubica in de Kroatische provincie Krapina-Zagorje. De plaats telt 45 inwoners (2001).